# 马南蒙塔内 (热尔省)
马南蒙塔内（法語：Manent-Montané）是法国热尔省的一个市镇，属于米朗德区（Mirande）马瑟布县（Masseube）。该市镇总面积7.45平方公里，2009年时的人口为89人。

## 人口
马南蒙塔内人口变化图示